# Robert Devereux, II conte d'Essex
Robert Devereux, II conte di Essex (Netherwood, 10 novembre 1567 – Londra, 25 febbraio 1601), fu favorito della regina Elisabetta I d'Inghilterra. È il più conosciuto fra quelli che hanno portato il titolo di "Conte di Essex". Fu un eroe militare e protetto della regina Elisabetta I d'Inghilterra, ma iniziò a perdere il favore della regina a causa di una campagna fallimentare contro i ribelli irlandesi durante la Guerra dei nove anni nel 1599, dopodiché nel 1601 organizzò una rivolta antimonarchica. Arrestato e processato per alto tradimento, fu condannato a morte per decapitazione. Nei fatti lo si considera l'ultima minaccia concreta al potere di Elisabetta.

## Biografia

### Infanzia
Lord Essex nacque a Netherwood. Era figlio di Walter Devereux, I conte di Essex e di Lettice Knollys. Fu allevato nelle tenute del padre in Galles e istruito al Trinity College, Cambridge. Suo padre morì nel 1576, e quattro anni dopo sua madre sposò Robert Dudley, I conte di Leicester, favorito della regina Elisabetta I. La bisnonna Maria Bolena era sorella di Anna Bolena, seconda moglie di Enrico VIII e madre della regina Elisabetta.
Essex fece il servizio militare sotto il suo patrigno prima di essere introdotto a corte ed ottenere il favore della regina. Nel 1590 egli sposò Frances Walsingham, figlia di sir Francis e vedova di sir Philip Sidney, nipote di Leicester, morto nella battaglia di Zutphen nella quale anche Essex si era distinto.

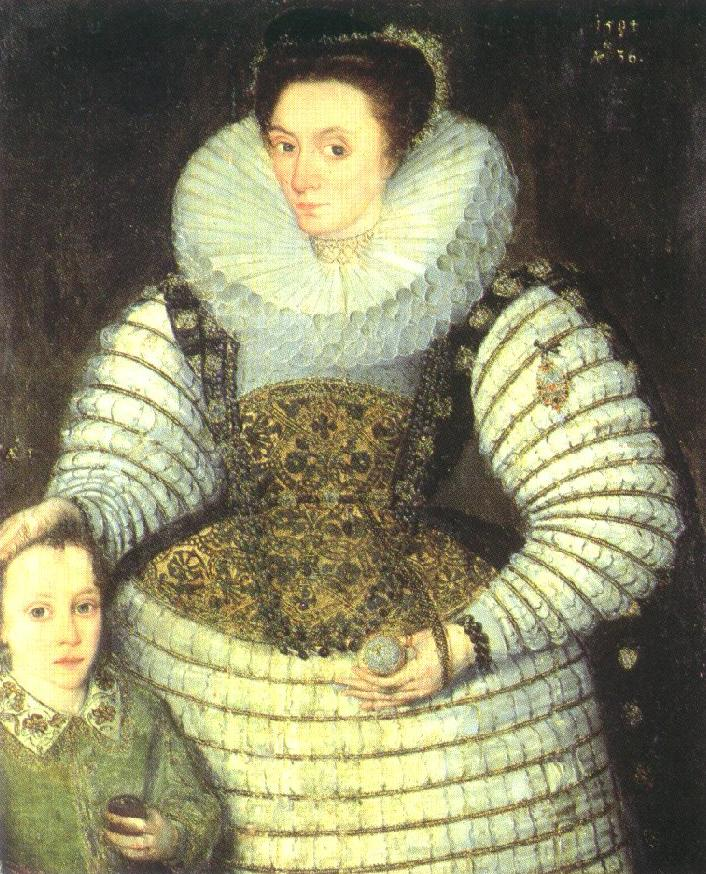
Frances Walsingham, contessa di Essex, con il figlio Robert
opera di Robert Peake il vecchio, 1594

### La Corte e la carriera militare
Essex fu introdotto a Corte nel 1584 e già nel 1587 era divenuto uno dei favoriti della Regina, che apprezzò il suo ingegno vivace e la sua eloquenza, nonché le sue doti di uomo di spettacolo e di cortigiano. Inoltre, ricompensò Essex con la concessione del monopolio sui vini dolci, delle cui accise Essex beneficiò. Cionondimeno, alcuni problemi nel rapporto con la regina portarono alle sue dimissioni. Egli aveva sottovalutato Elisabetta, credendo di essere suo pari (per la sua discendenza da Enrico IV), e il suo comportamento verso di lei mancò di rispetto. Inoltre, Essex mostrò disdegno per l'influenza sulla regina del suo segretario principale, sir Robert Cecil. In un'occasione, durante un animato dibattito del Consiglio Privato sui problemi dell'Irlanda, la regina schiaffeggiò un insolente Essex, che estrasse la spada contro di lei.
Dopo la morte di Robert Dudley nel 1588, Essex sostituì il conte come Cavallerizzo Maggiore (Master of the Horse), la terza dignità della corte. Nel 1589, fece parte della flotta inglese guidata da sir Francis Drake, che mosse verso la penisola iberica in un vano tentativo di concretizzare il vantaggio inglese dopo la sconfitta dell'Invincibile Armada; la regina gli aveva ordinato di non prendere parte alla spedizione, ma il conte fece ritorno solo dopo il fallimento della conquista di Lisbona. Nel 1591 gli fu affidato il comando delle truppe inviate in soccorso di re Enrico IV di Francia. Nel 1596 si distinse nella conquista di Cadice. Durante la spedizione alle Azzorre nel 1597, in cui sir Walter Raleigh era comandante in seconda, sfidò gli ordini della regina, attaccando la flotta spagnola del tesoro senza prima mettere fuori causa la marina militare nemica.
Amico e sponsor di Francesco Bacone, se lo ritrovò come avvocato dell'accusa nel processo per alto tradimento al termine del quale fu condannato a morte. I suoi resti sono sepolti nella Chiesa di San Pietro ad Vincula, presso la torre di Londra.

## Essex in letteratura
- La più celebre raffigurazione letteraria del conte di Essex compare nell'opera biografica di Lytton Strachey Elizabeth and Essex

## Essex nel teatro
- La notte dell'esecuzione di Essex è stata drammatizzata nel 2000 nello spettacolo Elizabet Rex di Timothy Findley
- Nel 1682 John Banks compose la tragediaThe Unhappy Favourite; Or the Earl of Essex
- Nel 1678 Claude Boyer composte Le Comte d'Essex.
- William Shakespeare allude a Essex in alcuni passi della sua opera, in Enrico V, (5.0.22-34); in Molto rumore per nulla (3.1.10-11).

## Essex nel cinema
- La regina Elisabetta (Les amours de la reine Élisabeth) (1912)
- Il conte di Essex (The Private Lives of Elizabeth and Essex) (1939)
- La regina che non seppe amare (Elizabeth the Queen) (1968) Film TV
- Cromwell (Cromwell) (1970)
- Elisabetta Regina (1971) Miniserie TV
- Life of Shakespeare (1978) Miniserie TV
- Gloriana (1984) Film TV
- Gloriana (2000) Film TV
- Elizabeth (2000) Film TV
- Elizabeth I (Elizabeth I) (2005) Miniserie TV
- The Virgin Queen (2005) Miniserie TV
- Anonymous (2011)

## Essex in musica
- Il compositore inglese John Dowland pubblicò una versione musicata della poesia di Essex Can she excuse my wrong (1597), con il titolo The Earl of Essex, his galliard (La gagliarda del Conte di Essex) nel 1604.
- John Dowland incluse parti del poema di Essex From silent night nella sua raccolta di brani del 1612
- Robert Dowland, figlio di John, pubblicò nella sua raccolta di brani A Musicall Banquet (1610) i poemi anonimi composti da Essex, Change thy minde (Muta il tuo pensiero) e To plead my Faith
- Gaetano Donizetti nel 1837 compose l'opera lirica Roberto Devereux su libretto di Salvatore Cammarano.
- Saverio Mercadante nel 1833 compose l'opera lirica Il Conte di Essex su libretto di Felice Romani.
- L'opera Gloriana del 1953 di Benjiamin Britten è basata sul romanzo Elizabeth and Essex di Lytton Strachey

## Ascendenza
|                                   |                |                                        | Genitori                                 |  |  | Nonni |  |  | Bisnonni                             |  |  | Trisnonni                                    |  |
|                                   |                |                                        |                                          |  |  |       |  |  | Walter Devereux, I visconte Hereford |  |  | John Devereux, IX barone Ferrers di Chartley |  |
|                                   |                |                                        |                                          |  |  |       |  |  | Walter Devereux, I visconte Hereford |  |  | John Devereux, IX barone Ferrers di Chartley |  |
|                                   |                | Cecily Bourchier                       |                                          |  |  |       |  |  | Walter Devereux, I visconte Hereford |  |  |                                              |  |
| Richard Devereux                  |                |                                        |                                          |  |  |       |  |  | Walter Devereux, I visconte Hereford |  |  |                                              |  |
|                                   |                | Mary Grey                              | Thomas Grey, I marchese di Dorset        |  |  |       |  |  |                                      |  |  |                                              |  |
|                                   |                | Mary Grey                              | Thomas Grey, I marchese di Dorset        |  |  |       |  |  |                                      |  |  |                                              |  |
|                                   |                | Mary Grey                              | Cecily Bonville, VII baronessa Harington |  |  |       |  |  |                                      |  |  |                                              |  |
| Walter Devereux, I conte di Essex |                | Mary Grey                              |                                          |  |  |       |  |  |                                      |  |  |                                              |  |
|                                   |                | George Hastings, I conte di Huntingdon | Edward Hastings, II barone Hastings      |  |  |       |  |  |                                      |  |  |                                              |  |
|                                   |                | George Hastings, I conte di Huntingdon | Edward Hastings, II barone Hastings      |  |  |       |  |  |                                      |  |  |                                              |  |
|                                   |                | George Hastings, I conte di Huntingdon | Mary Hungerford                          |  |  |       |  |  |                                      |  |  |                                              |  |
| Dorothea Hastings                 |                | George Hastings, I conte di Huntingdon |                                          |  |  |       |  |  |                                      |  |  |                                              |  |
|                                   |                | Anne Stafford                          | Henry Stafford, II duca di Buckingham    |  |  |       |  |  |                                      |  |  |                                              |  |
|                                   |                | Anne Stafford                          | Henry Stafford, II duca di Buckingham    |  |  |       |  |  |                                      |  |  |                                              |  |
|                                   |                | Anne Stafford                          | Catherine Woodville                      |  |  |       |  |  |                                      |  |  |                                              |  |
| Robert Devereux, II conte d'Essex |                | Anne Stafford                          |                                          |  |  |       |  |  |                                      |  |  |                                              |  |
|                                   | Robert Knollys | Robert Knollys                         |                                          |  |  |       |  |  |                                      |  |  |                                              |  |
|                                   | Robert Knollys | Robert Knollys                         |                                          |  |  |       |  |  |                                      |  |  |                                              |  |
|                                   | Robert Knollys | Elizabeth Troutbeck                    |                                          |  |  |       |  |  |                                      |  |  |                                              |  |
| Francis Knollys                   | Robert Knollys |                                        |                                          |  |  |       |  |  |                                      |  |  |                                              |  |
|                                   |                | Lettice Penystone                      | Thomas Penystone                         |  |  |       |  |  |                                      |  |  |                                              |  |
|                                   |                | Lettice Penystone                      | Thomas Penystone                         |  |  |       |  |  |                                      |  |  |                                              |  |
|                                   |                | Lettice Penystone                      | Alice Bulstrode                          |  |  |       |  |  |                                      |  |  |                                              |  |
| Lettice Knollys                   |                | Lettice Penystone                      |                                          |  |  |       |  |  |                                      |  |  |                                              |  |
|                                   |                | William Carey                          | Thomas Carey                             |  |  |       |  |  |                                      |  |  |                                              |  |
|                                   |                | William Carey                          | Thomas Carey                             |  |  |       |  |  |                                      |  |  |                                              |  |
|                                   |                | William Carey                          | Margaret Spencer                         |  |  |       |  |  |                                      |  |  |                                              |  |
| Catherine Carey                   |                | William Carey                          |                                          |  |  |       |  |  |                                      |  |  |                                              |  |
|                                   |                | Mary Boleyn                            | Thomas Boleyn, I conte del Wiltshire     |  |  |       |  |  |                                      |  |  |                                              |  |
|                                   |                | Mary Boleyn                            | Thomas Boleyn, I conte del Wiltshire     |  |  |       |  |  |                                      |  |  |                                              |  |
|                                   |                | Mary Boleyn                            | Elizabeth Howard                         |  |  |       |  |  |                                      |  |  |                                              |  |
|                                   |                | Mary Boleyn                            |                                          |  |  |       |  |  |                                      |  |  |                                              |  |